# Paradamite
La paradamite è un minerale.